# Departamento del Trabajo de los Estados Unidos
El Departamento del Trabajo de los Estados Unidos (en inglés: United States Department of Labor; acrónimo: USDOL) es un ministerio del gabinete del Gobierno de los Estados Unidos responsable de las condiciones de trabajo, de los salarios y horarios estándares de los trabajadores, seguros de desempleo, los servicios de reinserción laboral y algunas estadísticas económicas. Muchos estados estadounidenses cuentan con ministerios de trabajo.
El objetivo del Ministerio de Trabajo (DOL por sus siglas en inglés) es fomentar, promover y desarrollar el bienestar de los asalariados, desempleados y jubilados de los Estados Unidos, mejorar las condiciones de trabajo, las oportunidades de avance para obtener empleos lucrativos y asegurar los beneficios y los derechos relacionados al empleo. Para llevar a cabo esta misión este ministerio administra y aplica más de 180 leyes federales. Los mandatos y regulaciones que implementan estas leyes cubren las actividades de labor de más de 125 millones de trabajadores y 10 millones de empleadores en los Estados Unidos.
La sede de este ministerio se encuentra en el Edificio Frances Perkins, nombrado en honor a Frances Perkins, Secretaria de Trabajo de 1933-1945 y la primera mujer secretaria de un gabinete en las historia estadounidense.

## Historia
El Congreso de los Estados Unidos lo estabilizó como el Buró de Trabajo en 1888 dentro del Ministerio del Interior. Más tarde el Buró del Trabajo se convirtió en una oficina independiente pero careciente de rango ejecutivo. El buró volvió luego a depender del Ministerio de Comercio y Trabajo de los Estados Unidos, que fue establecido el 15 de febrero de 1903. El presidente William Howard Taft firmó un proyecto de ley el 4 de marzo de 1913 que creaba el Ministerio de Trabajo con nivel de ministerio de gabinete. 
La aprobación de la Ley Taft-Hartley en 1947 llevó al fin del Servicio de Conciliación de los Estados Unidos, que fue reconstituido fuera del departamento como una nueva agencia independiente, el Servicio Federal de Intermediación y Reconciliación.
El presidente Lyndon B. Johnson realizó un pedido al congreso para la unificación del Ministerio de Trabajo y de Comercio. [cita requerida] Argumentó que los dos ministerios tenían objetivos similares y que tendrían más canales eficientes de comunicación siendo un solo ministerio. Sin embargo el congreso nunca actuó en él.
En la década de 1970, siguiendo con los Movimientos de los Derechos Civiles, bajo la dirección del secretario George P. Shultz, fue fundamental en la promoción de diversidad racial en los sindicatos.
Durante la administración de Richard Nixon se llevó a cabo obras para consolidar la mayor parte de las oficinas del ministerio, repartidas por más de 20 localidades. Se construyó el "Nuevo Edificio del Trabajo" que comenzó a mediados de los 1960 y terminó en 1975. Este edificio fue nombrado en honor a Parkins en 1980.